# Alsószuha
Alsószuha (hongrois : Alsószuha [ˈɒlʃoːsuhɒ]) est une localité hongroise située dans le comitat de Borsod-Abaúj-Zemplén.

## Histoire
La famille Szuhay, issue du clan Ajtony, est originaire de cette localité.
Les premiers documents écrits mentionnent, au début du XIVe siècle, une église médiévale dédiée à saint Georges dans le village. À cette époque, la localité portait encore le nom de Szentgyörgyszucha.
En 1558, des troupes ottomanes incendièrent le village, mais celui-ci fut ensuite repeuplé. Ses habitants étaient alors de confession réformée.
Au XIXe siècle, un incendie ravagea la localité.
Aujourd'hui, Alsószuha est une destination prisée pour les excursions.

## Population

### Minorités culturelles et religieuses
En 2001, la population de la localité était composée à 86 % de Hongrois et à 14 % de personnes d'origine rom.
Lors du recensement de 2011, 96,8 % des habitants se déclaraient Hongrois, 10,8 % Roms et 1,1 % Allemands (3,2 % n'ont pas répondu ; en raison des identités multiples, le total peut dépasser 100 %). La répartition religieuse était la suivante : 20,6 % de catholiques romains, 56,4 % de réformés, 0,2 % de luthériens, 5 % de gréco-catholiques, 8,7 % de personnes sans affiliation religieuse (8,9 % n'ont pas répondu).
En 2022, 95,8 % des habitants se déclaraient Hongrois, 9,9 % Roms, 0,5 % Allemands, 0,2 % Croates, 0,2 % Roumains et 1,5 % d'une autre nationalité non hongroise (4,2 % n'ont pas répondu ; en raison des identités multiples, le total peut dépasser 100 %). Concernant l'appartenance religieuse, 16,5 % se déclaraient catholiques romains, 37,2 % réformés, 2,2 % gréco-catholiques, 0,2 % d'une autre confession chrétienne, 0,2 % luthériens, 9,4 % sans appartenance religieuse (33 % n'ont pas répondu).

## Équipements

### Réseaux extra-urbains
La localité est située sur les deux rives du ruisseau Szuha, à proximité de la frontière slovaque, à 16 km au nord de Putnok et à 16 km au sud d'Aggtelek par la route.
Les localités environnantes sont : au nord, Zádorfalva (1 km) et Ragály (8 km) ; au sud-est, Dövény (5 km) ; à l'ouest, Kelemér (6 km). Parmi les villes proches, outre Putnok, on compte Rudabánya (17 km) et Kazincbarcika (21 km).
Accès
La localité n'est accessible que par la route, en passant par Dövény ou Zádorfalva via la route 2605.
Depuis Miskolc, le chef-lieu du comitat, situé à 41 km, le trajet le plus simple emprunte la route principale 26, avec un détour vers le nord à Kazincbarcika via la route 2606, puis à partir de Szuhakálló par la route 2605.

## Patrimoine urbain
L'église réformée actuelle, de style baroque tardif, a été construite en 1828.

## Personnalités liées à la localité
La localité a vu naître plusieurs figures notables. En 1846 y est né Zsigmond Kovács, comptable municipal et écrivain. Son travail dans l'administration et ses écrits ont marqué son époque.
En 1902, c'est Zoltán Szabó qui y voit le jour. Théologien de renom, il s'engage également en politique et devient député à l'Assemblée nationale hongroise. Il meurt en 1965.
Enfin, en 1928 naît Miklós Szuhay, historien de profession. Il devient recteur de l'Université hongroise des sciences économiques (MKKE), contribuant ainsi au développement de l'enseignement supérieur en Hongrie.